# Pascal Soriot
Pascal Soriot (23 maggio 1959) è un imprenditore francese.
È attuale amministratore delegato della multinazionale farmaceutica anglo-svedese AstraZeneca dall'ottobre 2012.

## Biografia
Soriot è nato in Francia e ha studiato medicina veterinaria presso l'École nationale vétérinaire d'Alfort. Successivamente ha completato un MBA presso l'HEC Paris.
Nel 1996 è diventato direttore generale dell'azienda chimica Hoechst Marion Roussel in Australia. Nel 2000 è stato nominato direttore operativo di Aventis USA, azienda farmaceutica che ha cambiato nome in Sanofi nel 2004. Nel 2006 è entrato professionalmente in Roche, ricoprendo il ruolo di amministratore delegato della sua controllata Genentech.
Nel 2012 entra in AstraZeneca come amministratore delegato.
Durante la pandemia causata da COVID-19 nel 2020, Soriot ha agito come portavoce dell'azienda in riferimento allo sviluppo di un potenziale vaccino contro la malattia.